# Sjisjkert
Sjisjkert (armeniska: Շիշկերտ) är en ort i Armenien. Den ligger i provinsen Siunik, i den sydöstra delen av landet, 200 kilometer sydost om huvudstaden Jerevan. Sjisjkert ligger 1 798 meter över havet och antalet invånare är 342.
Terrängen runt Sjisjkert är varierad. Närmaste större samhälle är Kapan, 15,7 kilometer norr om Sjisjkert.
Omgivningarna runt Sjisjkert är en mosaik av jordbruksmark och naturlig växtlighet. Runt Sjisjkert är det ganska glesbefolkat, med 42 invånare per kvadratkilometer.